# Hjalmar Koch
Carl Hjalmar Leonhard Koch, född 18 april 1910 i Uppsala, död 7 mars 1981, var en svensk läkare. Han var son till John Koch och Ebba Segerström samt bror till Fredrik Koch. 
Koch blev medicine licentiat vid Lunds universitet 1938, medicine doktor 1947, var docent i otorhinolaryngologi vid Karolinska institutet 1948–57, underläkare i Jönköping 1939–42, vid öronkliniken i Lund 1942–47, vid Karolinska sjukhuset 1947–49, biträdande överläkare där 1949–57, professor i öron-, näs- och halssjukdomar i Lund från 1957 och överläkare vid öronkliniken vid Lunds lasarett från 1957. Han var biträdande lärare vid Karolinska institutet 1949–56, lärare vid Statens sjuksköterskeskola 1949–54 och sekreterare i Svenska otolaryngologiska föreningen 1954–57. Han var ledamot av flera utländska vetenskapliga sällskap och av Fysiografiska sällskapet i Lund från 1958. Han författade skrifter av övervägande otologiskt innehåll.